# 平井雄基
平井 雄基（ひらい ゆうき、1992年8月22日 - ）は、日本の俳優である。愛媛県出身。オスカープロモーション所属。

## 人物
身長180cm。柴犬とぐでたまとミッキーマウスが好き。

## 出演

### 舞台
- MEMORY BOYS〜想い出を売る店〜（2018年6月30日 - 12月18日、サンリオピューロランド）- ラルゴ 役

- 舞台『青春歌闘劇バトリズムステージWAVE』（2019年1月25日 - 2月3日、シアターサンモール）- アツキ 役
- 2.5次元ダンスライブ - 文月海 役
  - 2.5次元ダンスライブ『S.Q.S』Episode 3『ROMEO -in the darkness-』（2019年4月25日 - 5月6日、ヒューリックホール東京）- ロミオ 役
  - 2.5次元ダンスライブ『ツキウタ。』ステージ 第9幕『しあわせあわせ』（2019年10月30日 - 11月4日、ヒューリックホール東京）
  - 2.5次元ダンスライブ『ツキウタ。』ステージ 第10幕『太極伝奇』（2020年1月29 - 2月2日、ヒューリックホール東京）
  - 2.5次元ダンスライブ「TSUKIPRO STAGE キソセカイステージ：eins『ソラヲワタルカゼ』」（2020年6月10日 - 13日、立川ステージガーデン） ※全公演中止[2]
  - 2.5次元ダンスライブ「TSUKIPRO STAGE キソセカイステージ：eins『ソラヲワタルカゼ』」（2020年12月16日 - 20日、TACHIKAWA STAGE GARDEN）
  - 2.5次元ダンスライブ『ツキウタ。』ステージ 第11幕『月花神楽～黒と白の物語～』（2021年9月30日 - 10月11日、ヒューリックホール東京）
  - 2.5次元ダンスライブ『ツキウタ。』ステージ 第12幕『裏斬心 -Children are sometimes ruthless and cruel.-』（2022年3月25日 - 4月3日、日本青年館ホール）
  - 2.5次元ダンスライブ「TSUKIPRO STAGE Episode2『月野奇譚 太極伝奇 -金蘭之契-』」（2022年9月3日 - 11日、シアターGロッソ）[3] ※全公演中止[4]
  - 2.5次元ダンスライブ『ツキウタ。』ステージ 第13幕『月野百鬼夜行綺譚 依依恋恋』（2022年11月25日 - 12月4日、ヒューリックホール東京）[5]
  - 2.5次元ダンスライブ『ツキウタ。』ステージ Girl’s Side MEGASTA. Episode2『Goodbye my dear Frenemy.』（2022年12月17日 - 25日、新宿村LIVE）※19日のみ出演[6]
  - 2.5次元ダンスライブ『ツキウタ。』ステージ 第14幕『Rabbits Kingdom Resurrection』（2023年11月17日 - 26日、ヒューリックホール東京）[7]
  - 『LUNATIC FES 2025 ～NOBLE FLOWERS～』（2025年3月26日 - 30日、日本青年館ホール）[8]
  - 2.5次元ダンスライブ『ツキウタ。』ステージ 第15幕『SCHOOL REVOLUTION 月野学園物語 -百年アオハル-』（2025年10月中旬頃予定、日本青年館ホール）[9]
- IdentityV STAGE - 納棺師 / イソップ・カール 役
  - IdentityV STAGE Episode 1『What to draw』（2019年11月29日 - 12月8日、サンシャイン劇場）
  - IdentityV STAGE Episode 3『Cry for the moon』（2020年9月10日 - 18日、TACHIKAWA STAGE GARDEN）
  - IdentityV STAGE Episode 2『Double Down』（2021年3月24日 - 4月1日、TACHIKAWA STAGE GARDEN）
- 音楽劇『黒と白』- ミカエル・奇跡 役
  - 音楽劇『黒と白 -purgatorium-』（2020年11月27日 - 12月6日、ヒューリックホール東京）
  - 音楽劇『黒と白 -purgatorium- amoroso』（2021年6月30日 - 7月4日、シアターGロッソ）

- 最遊記歌劇伝
  - 最遊記歌劇伝 -Sunrise-（2021年2月11日 - 14日、COOL JAPAN PARK OSAKA WWホ－ル / 2021年2月18日 - 2月24日、品川プリンスホテル ステラボ－ル）- 沙悟浄 役
  - 最遊記歌劇伝 -外伝-（2023年9月29日 - 10月12日、品川プリンスホテルステラボール/ 10月19日 - 23日、COOL JAPAN PARK OSAKA WW ホール）- 捲簾大将 役
- 演劇ユニット【爆走おとな小学生】第十六回全校集会『サイキック学園～青春超能力バトル～』東京公演（2021年5月12日 - 16日、こくみん共済COOPスペース・ゼロ）- 親友くん 役
- 舞台『Collar×Malice』- 冴木弓弦 役
  - 舞台『Collar×Malice -榎本峰雄編＆笹塚尊編-』（2021年9月9日 - 14日、こくみん共済COOPスペース・ゼロ）
  - 舞台『Collar×Malice -白石景之編-』（2022年12月22日 - 28日、こくみん共済COOPスペース・ゼロ）
  - 舞台『Collar×Malice -柳愛時編-』（2023年5月14日 - 21日、こくみん共済COOPスペース・ゼロ）

- 『新春歌闘劇バトリズムステージ The LIVE』（2022年1月2日・3日、ヒューリックホール東京）- アツキ 役 ※2日のみ出演
- 仮設公演Vol.3『こんなとこにも探偵the file零』（2022年4月27日 - 5月1日、高島平バルスタジオ）- 須藤歌跡 役[10]
- 舞台『アルブス リベリオン-異説･坂本龍馬録-』（2022年7月13日 - 17日、新宿村LIVE）- 坂本龍馬 役
- 朗読劇『Blue Love Theater』（2023年2月16日 - 19日、浅草花劇場）
- 短編朗読劇公演『IMPRESSION』番外編2023（2023年2月25日・26日、こった創作空間）
- Uzume２作品同時上演『オセロの法則＆ヒーローのたいだ』（2023年8月3日 - 6日、ブルースクエア四谷）
- 劇団CATMINT秋葉友佑10周年公演『Diary』（2023年12月14日 - 17日、中野HOPE）
- 舞台『Collar×Malice -deep cover-』（2024年8月11日 - 19日、こくみん共済 coop ホール / スペース・ゼロ） - 冴木弓弦 役[11]
- RMY STAGE『School STAGE』vol.2 ～どうして3時間目はお腹がが空くの？～（2024年11月22日 - 24日、ウッディシアター中目黒）
- 劇団オモテナシ『令和7年 春』（2025年5月8日 - 11日〈予定〉、CBGKシブゲキ!!）[12]

### WEB番組
- ツキプロチャンネル48時間生配信2022（2022年11月5日・6日、YouTube・ニコニコ生放送）※6日のみ出演[13]
- ツキプロチャンネル48時間マジカルTV（2023年11月3日・4日、YouTube・ニコニコ生放送）※4日のみ出演[14]

### イベント
- Yuki’s Bar 3rd（2023年1月14日・15日、TKJホール）
- MCハマー通ります Vol.1（2023年1月28日、special colors）
- RaBO produce vol.29『胸キュン選手権12th～最強の男は誰だ！壮絶胸キュンバトル!!キュンメンNo.1決定戦～』（2023年2月12日、MUSEモード音楽院）
- MCハマー通ります Vol.2（2023年3月21日、special colors）
- 太田裕二 バースデーイベント2023 「二人三脚」（2023年4月22日、MUSEモード音楽学院本館）※ゲスト
- T-gene presents session vol.26（2023年6月17日、MUSEモード音楽学院本館）
- MIULAnDA主催 『東西ドリームマッチ2023 SUMMER〜織姫と彦星に会いたくて〜』（2023年7月8日、大塚ドリームシアター）
- 2.5次元ダンスライブ「ツキウタ。」ステージ第13幕『月野百鬼夜行綺譚 依依恋恋』BACKSTAGE PARTY IN animate（2023年8月19日、アニメイト池袋本店）
- 秋葉友佑ファンミーティング『ふぁんみ！！！！！』（2023年8月27日、SOOO dramatic!）※ゲスト
- GAME×ACTOR 役者と面白ゲームトークイベント（2023年12月24日、ダイニングバー 麦ノ音）

### ドラマ
- 絶対にBLになる世界vs絶対にBLになりたくない男SEASON2 (2022年) - 泉役

## CD

### 「ツキステ。」シリーズ関連
| 発売日   | 商品名 | キャスト | 歌                                 |
| 2019年   | 2019年 | 2019年 | 2019年                             |
| -------- | --- | --- | ---------------------------------- |
| 11月29日 | 2.5次元ダンスライブ『ツキウタ。』ステージ 第9幕『しあわせあわせ』メインテーマ                                 | Six Gravity: 睦月始 役：縣豪紀、弥生春 役：松田岳、卯月新 役：中島礼貴、皐月葵 役：上仁樹、師走駆 役：澤邊寧央、如月恋 役：鈴木遥太 Procellarum: 霜月隼 役：TAKA、文月海 役：平井雄基、葉月陽 役：栗田学武、長月夜 役：秋葉友佑、水無月涙 役：佐藤友咲、神無月郁 役：三山凌輝   | 『しあわせあわせ』                 |
| 11月29日 | 2.5次元ダンスライブ『ツキウタ。』ステージ 第9幕『しあわせあわせ』劇中歌･年長組                                | Six Gravity: 睦月始 役：縣豪紀、弥生春 役：松田岳 Procellarum: 霜月隼 役：TAKA、文月海 役：平井雄基 | 『Welcome to the Wonderland』      |
| 2020年   | | |                                    |
| 2月28日  | 2.5次元ダンスライブ『ツキウタ。』ステージ 第10幕『太極伝奇』主題歌                                            | Six Gravity: 睦月始 役：縣豪紀、弥生春 役：松田岳、卯月新 役：中島礼貴、皐月葵 役：上仁樹、師走駆 役：澤邊寧央、如月恋 役：鈴木遥太 Procellarum: 霜月隼 役：TAKA、文月海 役：平井雄基、葉月陽 役：栗田学武、長月夜 役：秋葉友佑、水無月涙 役：佐藤友咲、神無月郁 役：三山凌輝   | 『太極伝奇～約束～』               |
| 2021年   | | |                                    |
| 11月26日 | 2.5次元ダンスライブ『ツキウタ。』ステージ 第11幕『月花神楽～黒と白の物語～』主題歌                            | Six Gravity: 睦月始 役：縣豪紀、弥生春 役：太田裕二、卯月新 役：中島礼貴、皐月葵 役：上仁樹、師走駆 役：澤邊寧央、如月恋 役：鈴木遥太 Procellarum: 霜月隼 役：TAKA、文月海 役：平井雄基、葉月陽 役：鷲尾修斗、長月夜 役：秋葉友佑、水無月涙 役：佐藤友咲、神無月郁 役：佐藤智広 | 『月花神楽』                       |
| 11月26日 | 2.5次元ダンスライブ『ツキウタ。』ステージ 第11幕『月花神楽～黒と白の物語～』挿入歌                            | Procellarum: 霜月隼 役：TAKA、文月海 役：平井雄基、葉月陽 役：鷲尾修斗、長月夜 役：秋葉友佑、水無月涙 役：佐藤友咲、神無月郁 役：佐藤智広 | 『月白に祈りて』                   |
| 2022年   | | |                                    |
| 3月25日  | 2.5次元ダンスライブ『ツキウタ。』ステージ 第12幕『裏斬心 -Children are sometimes ruthless and cruel.-』主題歌 | Six Gravity: 睦月始 役：縣豪紀、弥生春 役：太田裕二、卯月新 役：中島礼貴、皐月葵 役：上仁樹、師走駆 役：澤邊寧央、如月恋 役：鈴木遥太 Procellarum: 霜月隼 役：TAKA、文月海 役：平井雄基、葉月陽 役：鷲尾修斗、長月夜 役：秋葉友佑、水無月涙 役：佐藤友咲、神無月郁 役：佐藤智広 | 『斬心-無形ノ八重-』               |
| 2023年   | | |                                    |
| 1月27日  | 2.5次元ダンスライブ『ツキウタ。』ステージ 第13幕『月野百鬼夜行綺譚 依依恋恋』主題歌                           | Six Gravity: 睦月始 役：縣豪紀、弥生春 役：太田裕二、卯月新 役：中島礼貴、皐月葵 役：上仁樹、師走駆 役：澤邊寧央、如月恋 役：鈴木遥太 Procellarum: 霜月隼 役：TAKA、文月海 役：平井雄基、葉月陽 役：鷲尾修斗、長月夜 役：秋葉友佑、水無月涙 役：佐藤友咲、神無月郁 役：佐藤智広 | 『依依恋恋』                       |
| 12月29日 | 2.5次元ダンスライブ『ツキウタ。』ステージ 第14幕『Rabbits Kingdom -Resurrection-』主題歌                      | Six Gravity: 睦月始 役：縣豪紀、弥生春 役：太田裕二、卯月新 役：中島礼貴、皐月葵 役：上仁樹、師走駆 役：澤邊寧央、如月恋 役：鈴木遥太 Procellarum: 霜月隼 役：TAKA、文月海 役：平井雄基、葉月陽 役：鷲尾修斗、長月夜 役：秋葉友佑、水無月涙 役：佐藤友咲、神無月郁 役：佐藤智広 | 『Rabbits Kingdom -Resurrection-』 |